# Dasyatis guttata
Dasyatis guttata loài cá đuối gai độc tron họ Dasyatidae, nguồn gốc ở phía tây Đại Tây Dương từ phía nam vịnh Mexico đến Brasil. Nó được tìm thấy trong vùng nước ven biển không sâu hơn 36 mét, nó sống ở đáy biển. Nó thường dài 1,25 mét.
Loài cá đuối này chủ yếu ăn và cá động vật không xương sống tầng đáy
Loài này được tìm thấy từ phía nam vịnh Mexico phía nam các bang Brasil Paraná, bao gồm Greater và Lesser Antilles. 